# Михаил Карнаухов
Михаил Андрејевич Карнаухов (рус. Михаил Андреевич Карнаухов, блр. Міхаіл Андрэевіч Карнаухаў — Минск, 22. фебруар 1994) професионални је белоруски хокејаш на леду који игра на позицији голмана.
Члан је сениорске репрезентације Белорусије за коју је на међународној сцени дебитовао на светском првенству 2017. године. 